# Shingo Francis
Shingo Francis (jap. フランシス 真悟, Furanshisu Shingo; * 1969 in Santa Monica) ist ein amerikanischer Maler.

## Biografie
Shingo Francis wurde in Kalifornien als Kind des amerikanischen Malers Sam Francis und der japanischen Videokünstlerin Mako Idemitsu geboren. Er hat einen Bruder, Osamu. Im Alter von 3 bis 13 Jahren lebte er in Tokyo bei seiner Mutter und zog danach zurück in die USA. Er machte 1992 seinen B.F.A. am Pitzer College, USA und 2017 seinen M.F.A. am Art Center College of Design, USA.

## Ausstellungen (Auswahl)
- 2017 Interference, GALERIE PARIS, Yokohama, Japan
- 2016 Silent Presence, Space bm, Seoul, South Korea
- 2015 Silent Colors in Moving Light, GALERIE PARIS, Yokohama, Japan
- 2014 Transcendence: a deeper sense of color, Yokohama University of Art, Yokohama, Japan
- 2013 Kaleidoscope, Lobby Gallery organized by The Durst Organization and Chashama, NY
- 2012 New Public Art Installation, 100 Wall Street, NY
- 2011 Veils: a dialogue with the abyss, GALERIE PARIS, Yokohama, Japan
- 2010 Hoop Art, Casa Del Mar Hotel, Santa Monica, CA
- 2009 Bound for Eternity, Montalvo Arts Center, Saratoga, CA
- 2008 Solo Project, ARCO Art fair (Curated by Tsutomu Mizusawa), Madrid, Spain
- 2006 Exploring the Horizon: a new light, hino gallery, Tokyo, Japan[2]
- 2004 Tokyo Global Art 2004 Chongro Gallery, Seoul, Korea
- 2003 Spiral Independent Creators Festival Spiral Hall, Tokyo, Japan
- 2001 Open House Exhibition Garner Tullis Gallery, New York, NY
- 2000 Studio Artists Garner Tullis Gallery, New York, NY
- 1999 Generation Galerie Kornfeld, Bern, Switzerland (solo)
- 1998 Art Freeze Simon Shade Gallery, Los Angeles, CA
- 1997 Selected Artists Hatch Gallery, Los Angeles, CA
- 1996 Between the Dark And Light Hatch Gallery, Los Angeles, CA (solo)
- 1994 Lawrence Ferlinghetti and friends Minna Street Gallery, San Francisco, CA
- 1993 Group Show Minna Street Gallery, San Francisco, CA
- 1992 Senior Exhibit Scripps College, Claremont, CA
- 1992 Shingo Francis: Paintings Grove House Gallery, Clarement, CA (solo)[3]

## Öffentliche Sammlungen (Auswahl)
- Banco de Espana
- Ebhard Kornfeld Collection
- Frederick R. Weisman Art Foundation
- JP Morgan Chase Bank
- Koichi Ushioda Collection
- Mori Building Co., Ltd.
- Nezu Collection Tokyo
- Shinshindo Kyoto